# Шівон Хогі
Шівон Хогі (31 жовтня 1997) — китайська плавчиня.
Призерка Азійських ігор 2013 року.
Переможниця літньої Універсіади 2017 року.